# Hilma af Klint
Hilma af Klint (Solna község, 1862. október 26.  –  Djursholm,  Danderyd község, 1944. október 21.) svéd festő, az absztrakt festészet úttörője. Már 1906-ban készített nonfiguratív kompozíciókat, melyek a spiritizmus hatása alatt születtek. Élete folyamán soha nem állította ki képeit, mert úgy gondolta, hogy kortársai nem értenék meg. Végrendeletében kikötötte, hogy művei csak halála után húsz évvel kerülhetnek a nyilvánosság elé. Képei ezért csak a nyolcvanas években váltak ismertté és elismertté.

## Élete
Jómódú családban született, apja a Svéd Haditengerészet tisztje volt. Hilma tíz éves korában költözött családjával Stockholmba. 
1880–82-ben a Konstfack művészeti főiskolára járt, és mellette portréfestést tanult Kerstin Cardonnál. 1882-től 1887-ig a Svéd Királyi Művészeti Akadémián Georg von Rosen és August Malmström irányítása mellett képezte magát. 1887-ben az akadémia egyik műtermében alkotott, tájképeket és portrékat festett megbízás alapján.
Már tizenhét évesen érdeklődött a láthatatlan, okkult jelenségek iránt, spiritiszta összejöveteleken kereste a túlvilággal való kapcsolatot. Húga halála után még intenzívebb lett ez a keresés. Generációjának számos tagja, főleg művészek és szellemi foglalkozásúak fordultak a teozófia felé. Hilma 1889-ben csatlakozott a svéd teozófiai társasághoz. 
1896-ban négy barátnőjével spiritiszta szeánszokat tartott, közben feljegyzéseket készítettek, amelyeket értelmeztek. Hilma a következő tíz évben hozta létre azokat dekoratív formákat, amelyek 1906-ban első, kis méretű absztrakt sorozatán megjelentek. Ezeket az innovatív alkotásokat fakó színek, tükörszimmetria, szövegelemek, és az alakzatok eltérő méretei jellemezték. Később 193 nagyméretű képet készített Festmények a templom számára címmel. 1930-ig gyakran vett részt Dornachban Rudolf Steiner előadásain és tanulmányozta az antropozófiát.  
Összetett jelképrendszere miatt még ma is nehezen értelmezhetők művei. Közlekedési baleset okozta sérülései okozták halálát 1944-ben.

## Galéria

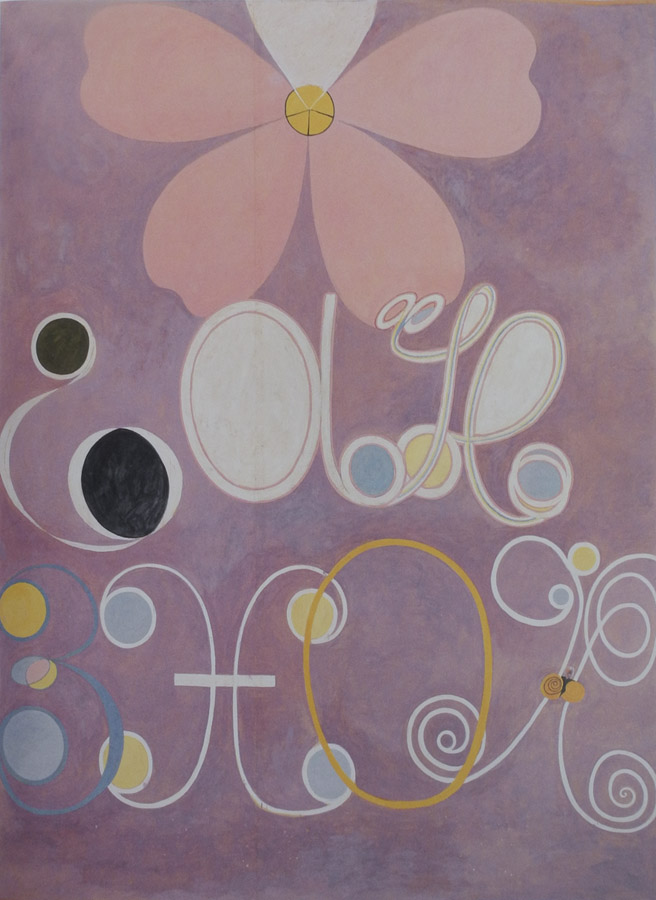
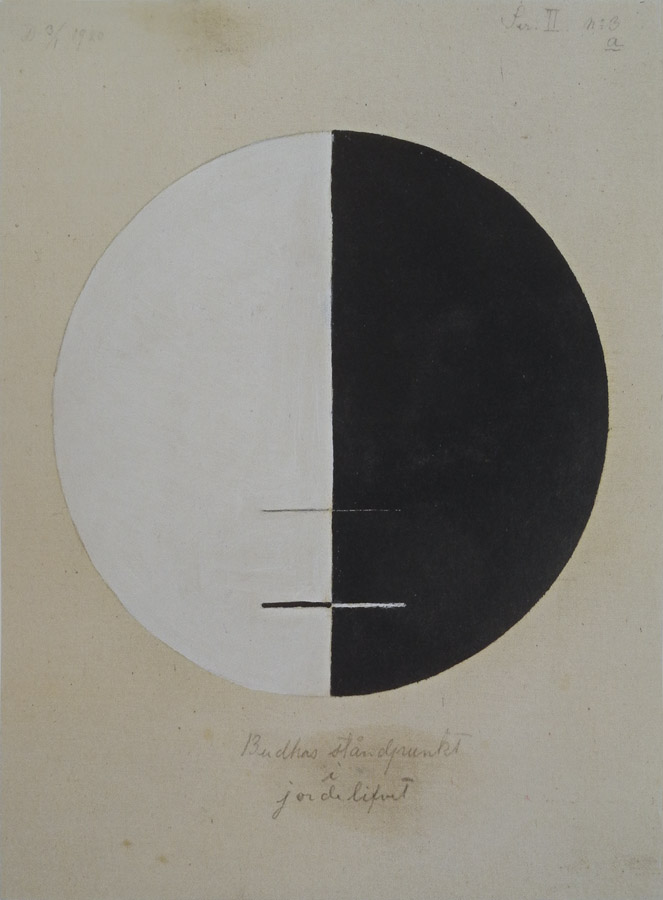
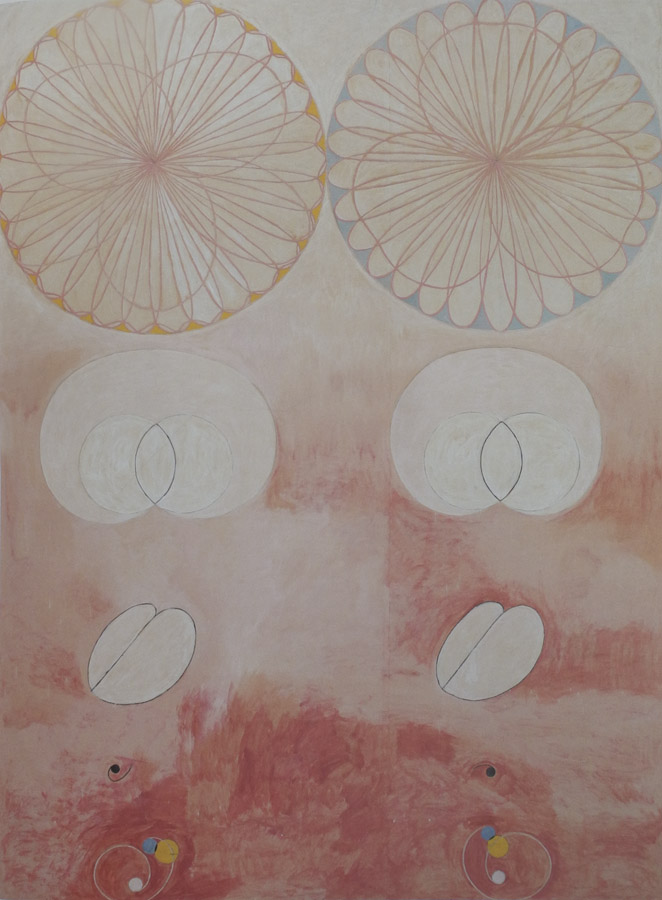
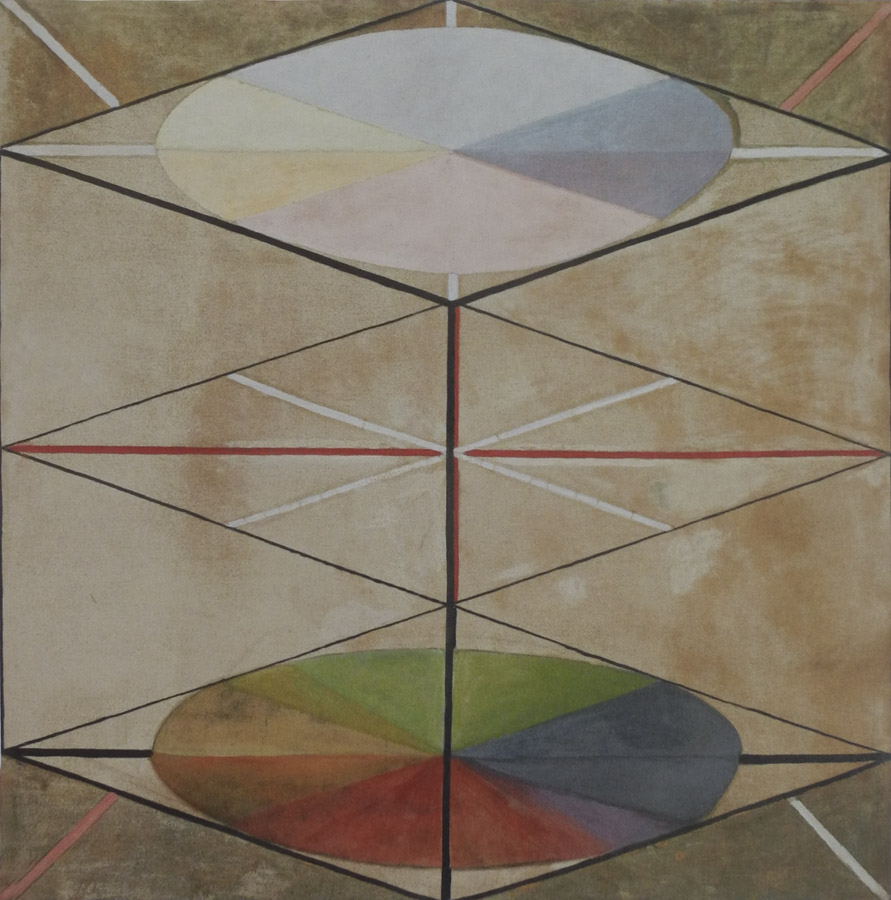
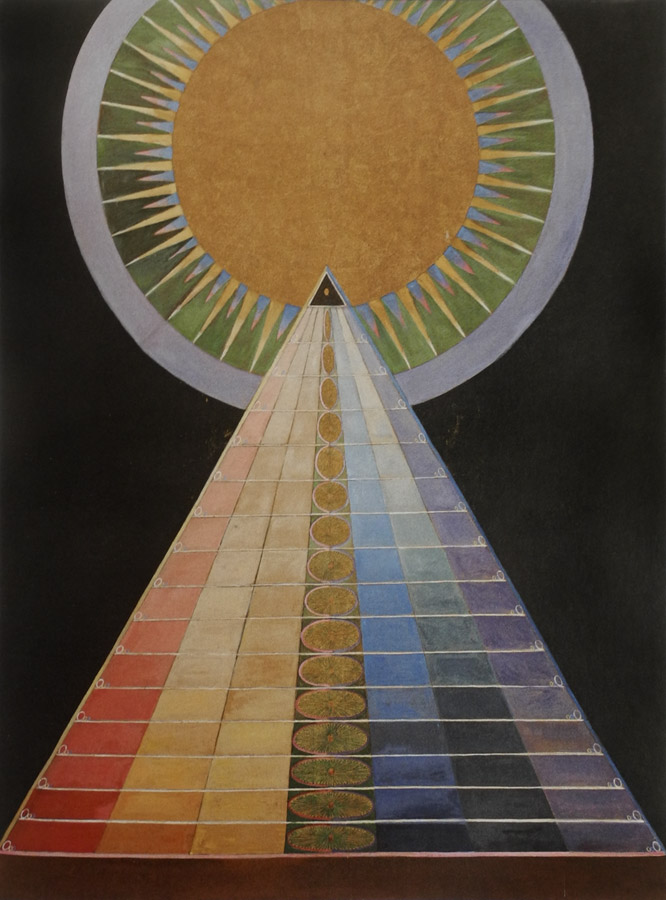